# Brethenay
Brethenay település Franciaországban, Haute-Marne megyében. Lakosainak száma 391 fő (2022. január 1.). Brethenay Jonchery, Riaucourt, Treix, Bologne és Condes községekkel határos.

## Népesség
A település népességének változása:
| Lakosok száma | 159  | 344  | 378  | 386  | 356  | 354  | 368  | 379  | 379  | 391  |
|               | 1968 | 1982 | 1990 | 2006 | 2013 | 2015 | 2017 | 2019 | 2020 | 2022 |